# Есин, Руслан Олегович
Руслан Олегович Есин (бел. Руслан Алегавіч Есін; род. 13 июля 1969, Петропавловск-Камчатский, Камчатская область, РСФСР, СССР) — белорусский дипломат. Доктор политических наук.

## Биография
Родился 13 июля 1969 года в Петропавловске-Камчатском. В 1990 году окончил Минское высшее военно-политическое общевойсковое училище, в 1993 — Белорусский государственный экономический университет, в 1993 — Академию управления при Совете Министров Республики Беларусь, в 1996 — Дипломатическую академию МИД России.
Свою трудовую деятельность на государственной службе начал в 1991 году в Министерстве культуры Республики Беларусь, где работал ведущим специалистом, главным специалистом отдела международных культурных связей. На дипломатическую службу поступил после окончания Дипломатической академии МИД России, в 1996. До 2000 года работал в центральном аппарате Министерства иностранных дел Белоруссии. В 2000 году назначен советником посольства Белоруссии в Венгрии. В венгерском посольстве проработал до 2003 года, после чего, в 2004 году, вновь стал работать в центральном аппарате МИД Белоруссии. Проработав там два года назначен генеральным консулом Белоруссии в Гданьске (Польша). Проработав в генконсульстве до 2011 года, он вновь продолжил работу в центральном аппарате МИД Белоруссии.
В марте 2017 года назначен Чрезвычайным и полномочным послом Белоруссии в Японии. В феврале 2019 также был назначен Чрезвычайным и полномочным послом Белоруссии в Австралии и Новой Зеландии.
Помимо родного языка владеет английским, польским, немецким и венгерским. Изучает японский.
Является автором двух монографий и около 40 научных публикаций.

## Личная жизнь
Женат, имеет двух дочерей.